# Washington, Iowa
Washington är en stad (city) i Washington County, i delstaten Iowa, USA. Enligt United States Census Bureau har staden en folkmängd på 7 315 invånare (2011) och en landarea på 12,7 km². Washington är huvudort i Washington County.